# 張燭 (嘉靖進士)
張燭（1515年—？），字汝玉，浙江紹興府蕭山縣人，民籍，明朝政治人物。

## 生平
嘉靖十九年（1540年）庚子科浙江鄉試第八十二名舉人。嘉靖二十三年（1544年）中式甲辰科會試第六十名，登第二甲第三十八名進士。

## 家族
曾祖張江，贈資政大夫都察院右副都御史；祖父張山，壽官；父張翼。嫡母史氏；繼母俞氏；生母陳氏。严侍下。